# 子泣爺爺 (鬼太郎)
子泣爺爺（子泣き爺（こなきじじい））是日本漫畫家水木茂創作的漫畫「鬼太郎」（早期標題：「墓場鬼太郎」）主角鬼太郎身邊的妖怪。

## 声优与演员
- 动画
  - 永井一郎、北川国彦、富田耕吉（第一作）
  - 矢田耕司（第二作）
  - 永井一郎（第三作）
  - 盐屋浩三（第四作）
  - 龍田直樹（第五作）
  - 島田敏（第六作）

- 电影版
  - 間寛平
- 游戏ゲゲゲの鬼太郎 異聞妖怪奇譚
  - 穂積隆信
  - 陳幼文（台）

## 概要
披著蓑衣、身體圍著肚兜、手持木杖、外貌像小嬰兒般並有著老爺爺的臉龐且蓄鬍的妖怪，嘴里有两颗龅牙，擅長將身體變成石頭。
在漫畫中初次登場在1960年水木茂貸本漫畫時期的作品「墓場鬼太郎」，其中一集「地獄的散步道(地獄の散歩道)」劇情中的妖怪派對裡串場(當時僅以旁白敘述有在會場裡，但未有描寫他的畫面出現)。
之後在「墓場の鬼太郎」(ゲゲゲの鬼太郎)初登場為在1966年的「妖怪大戰爭」裡，當時在故事中成功擊敗科學怪人；但之後不幸與撒沙婆婆一同被其它西洋妖怪暗襲而死，但在後續的作品又沒事般地復活登場。
子泣爺爺在作品裡頭多和撒沙婆婆一同登場，另外喜愛的東西是酒。

## 能力
石化
當子泣爺爺像嬰兒般哭喊的時候，便能將自己全身變為石頭(重量可達1噸或更重)。
常用來對付敵手的方式為緊抱著對方不放再變成石頭压扁對方，並且也可藉石化來撞擊敵人、或自我防禦。
另外在動畫第4作中能緊握我方伙伴的手來一同變成石頭以抵擋攻擊。
牽制行動
藉著用力打嗝將妖力傳到對方上，能使對方暫時不能移動。在1968年的作品「悪魔ベリアル」裡出現。

## 動畫版本
第一作
有較多積極好戰的行為場面，和撒沙婆婆一同出現時多為吵架的鏡頭。
第二作
為撒沙婆婆經營的「妖怪公寓」房客，有因飲酒過多而誤事的場面。
與第一作同樣和撒沙婆婆之間常常吵架。
第三作
年齡在劇情設定上為3100歲，喜好飲酒、下棋。也是唯一围蓝色肚兜，其他都是红色。
與撒沙婆婆是舊識，在最後幾集中和撒沙婆婆互有好感，
另外在第三作劇場版動畫「最強妖怪軍団!日本上陸!!」裡擔任對抗中國妖怪的日本妖怪戰鬥隊長。
第四作
個性上較悠哉悠哉的模樣，同樣有因貪杯而惹上麻煩的時候。
偶爾會挖苦一下撒沙婆婆，但危機之時最在意的也是對方。
第五作
「妖怪四十七士」中德島縣的代表。有較多像小孩子般鬧脾氣的模樣，也爱喝酒，同為撒沙婆婆公寓裡的房客。

## 電影版本
間寛平演出。有與鬼太郎一同迎敵妖狐群、獨力對抗妖怪夜叉等戰鬥橋段。